# Мюллер, Фридрих Вильгельм (художник)

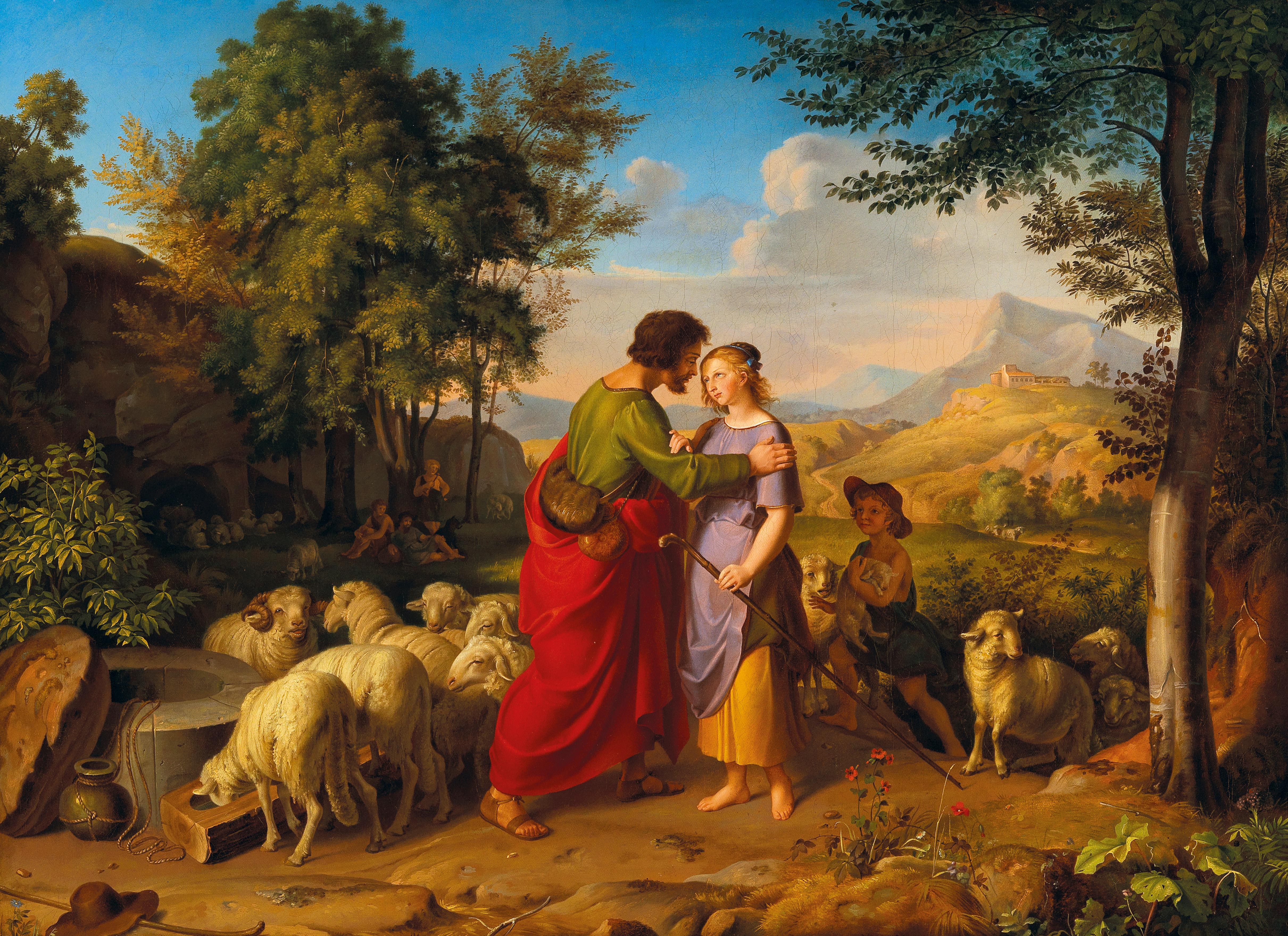
Встреча Якова и Рахель у фонтана, 1829 г.

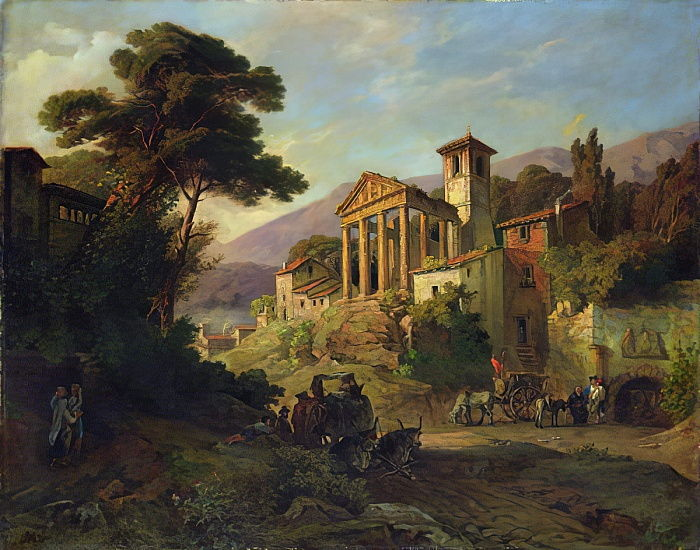
Итальянский пейзаж, 1871 г.

Фридрих Вильгельм Мюллер (нем. Friedrich Wilhelm Müller; 14 октября 1801, Кассель — 8 февраля 1889, там же) — немецкий художник, писатель

, педагог.

## Биография
Сын вице-мэра города Кассель. Учился в Кассельской художественной школе. В 1819 году получил стипендию и отправился совершенствовать мастерство в Рим и Париж. В Италии познакомился с художниками Петером Йозефом фон Корнелиусом и Иоганном Фридрихом Овербеком. Принял католичество и женился на итальянке.
В 1827 году курфюрст Гессен-Касселя Вильгельм II предложил ему вернуться в Кассель для выполнения крупного заказа по оформлению королевского дворца.
С 1832 по 1875 год Ф. Мюллер работал профессором живописи в Академии художеств в Касселе, а затем был её директором. В 1835 году основал Художественное объединение Касселя, одно из первых в Германии.

## Творчество
Представитель Назарейцев. Художник-романтик XIX века, пытавшийся возродить манеру мастеров Средневековья и Раннего Ренессанса. Автор полотен на христианские, исторические или аллегорические сюжеты, стилизованные под итальянское искусство XV века (раннее Возрождение).
Пейзажист.
В центре его ранних работ были историческая и пейзажная живопись, при этом он приложил много усилии для синтеза обоих жанров. Историческая живопись была в центре его творчества на протяжении всей его жизни.
Автор двухтомника мемуаров «Кассель за семьдесят лет».